# Dekanat południowo-centralny
Dekanat południowo-centralny  – jeden z sześciu dekanatów diecezji Południa Kościoła Prawosławnego w Ameryce.
Na terytorium dekanatu znajdują się następujące parafie:
- Parafia Zmartwychwstania Pańskiego w Clinton
- Parafia Świętych Cyryla i Metodego w Hartshorne
- Parafia Przemienienia Pańskiego w Dallas
- Parafia św. Serafina z Sarowa w Dallas
- Parafia św. Jerzego w Pharr
- Parafia św. Sawy w Plano
- Parafia św. Antoniego Wielkiego w San Antonio

Ponadto w dekanacie działają placówki misyjne:
- Świętych Jerzego i Aleksandry w Fort Smith
- św. Andrzeja z Krety w Nowym Orleanie
- Chrystusa Zbawiciela w McComb
- Wszystkich Świętych Ameryki Północnej w Albuquerque
- św. Dymitra z Rostowa w Los Alamos
- Świętych Apostołów w Tulsa
- św. Pawła w Denison
- św. Maksyma Wyznawcy w Denton
- św. Barbary w Fort Worth
- św. Michała Archanioła w Houston
- św. Cyryla Jerozolimskiego w Houston
- św. Jana z Damaszku w Tyler
- Wszystkich Świętych w Victoria